# José Román (beisbolista)
José Rafael Román Sarita (nacido el 21 de mayo de 1963 en Santo Domingo) es un ex lanzador dominicano que jugó en las Grandes Ligas de Béisbol durante tres temporadas. Lanzó para los Indios de Cleveland desde 1984 hasta 1986, lanzando en 14 juegos en su carrera. Fue firmado como amateur por los Indios en 1981. Román terminó con récord de 1 victoria y 8 derrotas, 8.12 de efectividad en 14 juegos de los cuales inició 10 y terminó 1 en 44.1 innigns lanzados, permitió 45 hits, 49 carreras (40 limpias), 7 jonrones, 24 ponches y dio 47 bases por bolas. Su primo Nelson Cruz también fue lanzador en Grandes Ligas.